# Cosmiocryptus violaceipennis
Cosmiocryptus violaceipennis är en stekelart som beskrevs av Cameron 1902. Cosmiocryptus violaceipennis ingår i släktet Cosmiocryptus och familjen brokparasitsteklar. Inga underarter finns listade i Catalogue of Life.